# Michael Dougherty
Pour les articles homonymes, voir Dougherty.
Michael Dougherty est un scénariste, producteur, acteur, réalisateur et monteur américain né le 28 ou 31 octobre 1974 à Columbus, Ohio (États-Unis).

## Biographie
Il naît et grandir dans la ville de Columbus dans l'Ohio, sa mère est originaire du Viêt Nam. Il fait des études de cinéma à l'Université de New York et y obtient une licence.
Il est connu avec Dan Harris pour les scénarios de X-Men 2 et Superman Returns, tous deux réalisés par Bryan Singer. Il réalise son premier film intitulé Trick 'r Treat en janvier 2007 et Bryan Singer en est le producteur. C'est un artiste complet qui exerce ses talents dans divers domaines : écriture, animation, illustration et réalisation.

## Filmographie

### comme scénariste
- 1996 : Season's Greetings
- 2003 : X-Men 2 (X2)
- 2005 : Urban Legend 3 (Urban Legends: Bloody Mary) (vidéo)
- 2006 : Superman Returns
- 2008 : Trick 'r Treat
- 2008 : I, Lucifer
- 2010 : Calling All Robots

### comme acteur
- 2005 : The Big Empty : Off Kilter Teenager

### comme réalisateur
- 1996 : Season's Greetings
- 1998 : Refrigerator Art
- 1998 : Deadtime Stories
- 2008 : Trick 'r Treat
- 2010 : Calling All Robots
- 2015 : Krampus
- 2019 : Godzilla 2 : Roi des monstres (Godzilla: King of the Monsters)

### comme monteur
- 1996 : Season's Greetings

## Distinctions
- 2003 - Meilleur court métrage du festival de film d'horreur screamfest avec  Deadtime Stories
- 2004 - Nominations aux Saturn Award du meilleur scénario (avec Dan Harris) pour X-Men 2
- 2007 - Prix du meilleur scénario (avec Dan Harris) aux Saturn Award pour Superman Returns
- 2008 - Prix du public du festival de film d'horreur screamfest pour Trick 'r Treat